# Oleksandr Vorobyov
Oleksandr Vorobiov (em ucraniano Олександр Воробйов) (Dnipropetrovsk, 5 de outubro de 1984) é um ginasta ucraniano que compete em provas de ginástica artística pela nação.
Vorobiov é o detentor de uma medalha olímpica, conquistada na edição de 2008, nos Jogos de Pequim. Na ocasião, foi o medalhista de bronze da prova das argolas, após ser superado pelos chineses Chen Yibing e Yang Wei, ouro e prata respectivamente. O ginasta é ainda detentor de duas medalhas em edições continentais. No mesmo aparelho, foi o vencedor da edição de Amsterdã em 2007 e o vice-campeão dois anos mais tarde, em Milão.